# Bucey-lès-Gy
 Bucey-lès-Gy  es una comuna y población de Francia, en la región de Franco Condado, departamento de Alto Saona, en el distrito de Vesoul y cantón de Gy.
Su población en el censo de 1999 era de 593 habitantes.
Está integrada en la Communauté de communes des Monts de Gy.

## Demografía
| 658 | 623 | 572 | 581 | 583 | 593 | 571 |
| Para los censos de 1962 a 1999 la población legal corresponde a la población sin duplicidades (Fuente: INSEE [Consultar]) |     |     |     |     |     |     |